# Doliocarpus hispidobaccatus
Doliocarpus hispidobaccatus är en tvåhjärtbladig växtart som beskrevs av G. Aymard C. Doliocarpus hispidobaccatus ingår i släktet Doliocarpus och familjen Dilleniaceae. Inga underarter finns listade i Catalogue of Life.